# كريستيان راينر
كريستيان راينر (بالألمانية: Christian Rainer)‏ (و. 1961  م) هو صحفي نمساوي الأصل

## مناصب
تولى منصب رئيس تحرير
.

## جوائز
حصل على جوائز منها:

ميدالية الشرف الذهبية للخدمات المقدمة لجمهورية النمسا